# Zgromadzenie Narodowe (Namibia)
Zgromadzenie Narodowe (ang. National Assembly, niem. Nationalversammlung) – izba niższa parlamentu namibijskiego składająca się z 78 deputowanych. 
W izbie niższej parlamentu Namibii zasiada łącznie 78 posłów: 72 z nich wybieranych jest w odbywających się co pięć lat wyborach o charakterze proporcjonalnym, sześciu deputowanych mianuje prezydent. 
Obecnie na czele Zgromadzenia Narodowego stoi Peter Katjavivi (SWAPO). 